# Инглиш, Уильям
Уильям Кирк Инглиш (англ. William Kirk English; 27 января 1929, Лексингтон, Кентукки — 26 июля 2020, Сан-Рафел, Калифорния) — американский компьютерный инженер, участвовавший в разработке компьютерной мыши, работая на Дугласа Энгельбарта в Исследовательском центре SRI International. Позже работал в Xerox PARC и Sun Microsystems.

## Биография

### Ранние годы
Инглиш родился 27 января 1929 года в Лексингтоне, штат Кентукки. Единственный сын Гарри Инглиша и Кэролайн (Грей) Инглиш. У него было два сводных брата от предыдущего брака его отца. Гарри Инглиш был инженером-электриком, который работал на угольных шахтах, а Кэролайн была домохозяйкой. Уильям, или Билл, как его знали, посещал школу-интернат в Аризоне, а затем изучал электротехнику в университете Кентукки.

### Карьера
До конца 1950-х годов Инглиш служил во флоте США, в том числе в Северной Калифорнии и Японии.
В 1960-х стал сотрудником Стэнфордского научно-исследовательского института, где, совместно с Хьюиттом Крейном, построил одно из первых, полностью магнитных, арифметических устройств. В 1964 году был одним из первых сотрудников лаборатории Дугласа Энгельбарта.

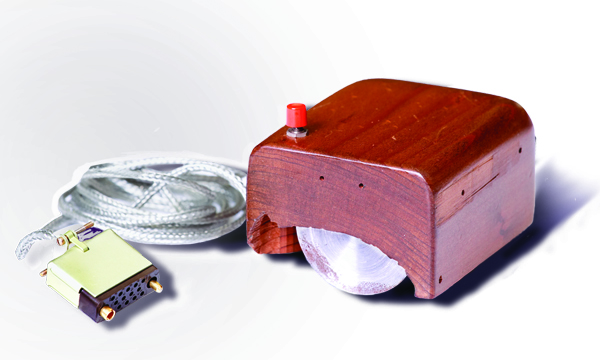
Прототип мыши SRI, разработанный Энгельбартом и созданный Инглишeм

Инглиш и Энгельбарт совместно создали первую компьютерную мышь в 1963 году. Энгельбарт выступил в качестве изобретателя, а Инглиш как инженер, который создал первоначальный прототип и стал первым пользователем.
В 1965 году Инглиш возглавил проект, спонсируемый НАСА, в котором была использована мышь. Инглиш также сыграл важную роль в презентации «The Mother of All Demos» 1968 года, на которой были продемонстрированы мышь и другие технологии, разработанные в рамках их NLS (система ON-Line). В частности, Инглиш представил удалённое подключение к терминалу, находившемуся на расстоянии 48 км, и также передавал аудио и видео между локациями.
В 1971 году Инглиш покинул SRI и перешёл в Xerox PARC, где руководил группой по исследованию офисных систем. Во время работы в PARC он разработал шариковую мышь, в которой шарик заменил оригинальный набор колёс. Новая модель мыши работала аналогично устройству подвижной шариковой мыши Rollkugel, которое было разработано Telefunken в Германии, и предлагалось с 1968 года в качестве устройства ввода для их компьютеров.
В 1989 году он перешёл на работу в Sun Microsystems.
Инглиш умер от дыхательной недостаточности в Сан-Рафаэле, Калифорния, 26 июля 2020 года, в возрасте 91 года.